# 迪努瓦
迪努瓦（法語：Dunois，法語發音：[dynwa]）是法国中央-盧瓦爾河谷大區厄尔-卢瓦省和卢瓦-谢尔省一个历史地区，位于博斯地区西部，主要城镇有沙托丹（首府）、弗雷特瓦勒、卢瓦河畔克卢瓦、博讷瓦勒、帕泰和马舍努瓦尔。